# Józef Laskowski (lekkoatleta)
Józef Laskowski (ur. 4 marca 1953) – polski lekkoatleta, który specjalizował się w biegach sprinterskich. 
Uczestnik halowych mistrzostw Europy w 1975 roku, podczas których z czasem 49,72 zajął 4. miejsce w finale biegu na 400 metrów (w eliminacjach – 49,46). Złoty medalista (z czasem 48,41 – najlepszym w karierze podczas startów w hali) halowych mistrzostw Polski (1975) w biegu na 400 metrów. W 1975 wraz z kolegami z drużyny zajął 5. miejsce w biegu rozstawnym 4 x 400 metrów podczas mistrzostw Polski. Bronił barw warszawskiej Legii. 
Rekord życiowy: 47,43 (30 sierpnia 1975, Warszawa).